# Кулига (Вологодская область)
Кулига — деревня в Кирилловском районе Вологодской области.
Входит в состав Липовского сельского поселения, с точки зрения административно-территориального деления — в Липовский сельсовет.
Находится на восточном берегу озера Егорьевское. Расстояние до районного центра Кириллова по автодороге — 3 км, до центра муниципального образования Вогнемы по прямой — 14 км. Ближайшие населённые пункты — Шидьеро, Добрилово, Зуево, Погорелово.
По переписи 2002 года население — 4 человека.